# Āṇṭāḷ

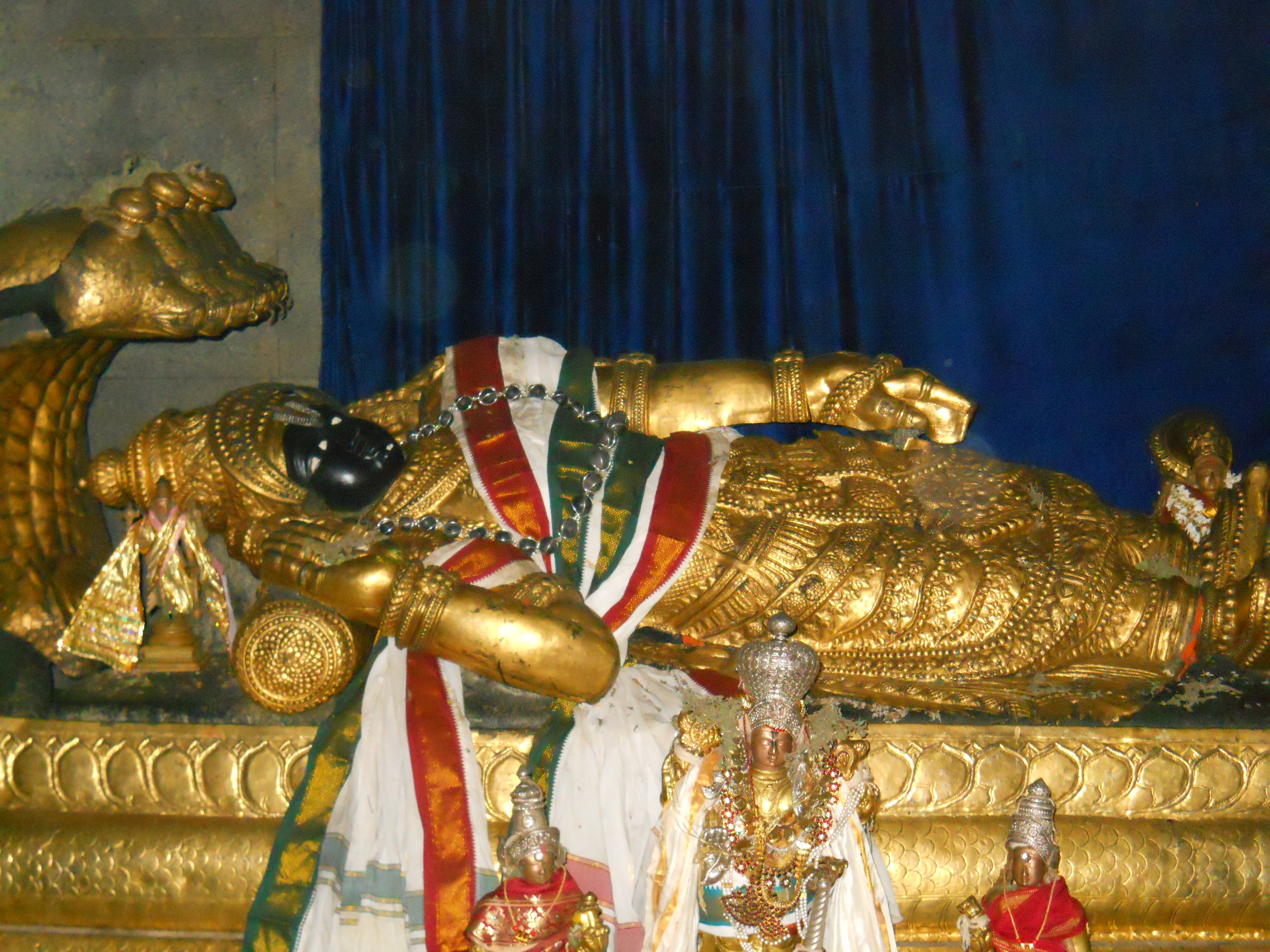
Immagine del Viṣṇu/Nārāyaṇa/Raṅganātha disteso sul serpente Ananta/Śeṣa, collocato nel complesso templare di Araṅkam.

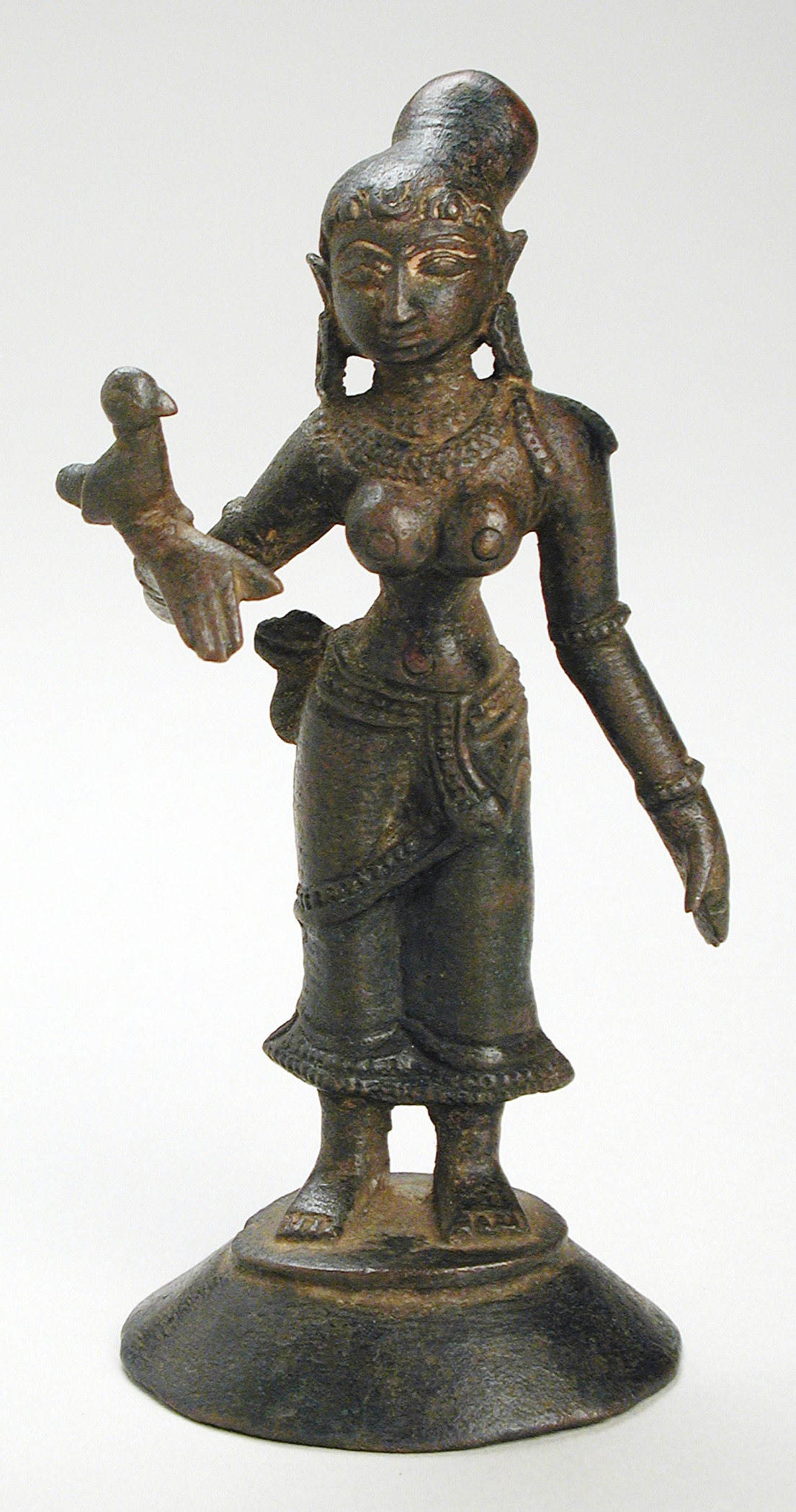
Scultura in bronzo del XIV secolo raffigurante la poetessa e mistica Āṇṭāḷ. L'uccello che la santa tamiḻ tiene sul braccio destro è un pappagallo, manifestazione di Śuka, il brahmarṣi, suo messaggero verso l'amato Viṣṇu/Raṅganātha.

Āṇṭāḷ (in caratteri tamiḻ: ஆண்டாள்) è l'epiteto (lett. "Signora") con cui è maggiormente conosciuta Kōtai la mistica e poetessa tamiḻ vissuta intorno al IX secolo e inserita al 9º posto nell'elenco tradizionale dei dodici āḻvār, quei poeti e mistici hindū, di etnia tamiḻ, itineranti di tempio in tempio nell'India meridionale, vissuti tra il VI e il IX secolo d.C. che veneravano, in qualità di Dio, la Persona suprema,  Māl (Māyōṉ), nome che in lingua tamiḻ intende indicare quella divinità che in sanscrito è nominata come Kṛṣṇa/Visnù/Nārāyaṇa ovvero il Kṛṣṇa della Bhagavadgītā e il Viṣṇu/Nārāyaṇa dei primi Purāṇa.
Le agiografie di Āṇṭāḷ la indicano come figlia del brahmano Periyāḻvār (anche lui un āḻvār, l'8° nella tradizionale elencazione). Padre e figlia sono originari della regione meridionale del Pāṇṭināṭu, regno dei Pāṇḍya.
Secondo la leggenda Periyāḻvār giunto all'età di 51 anni, mentre zappava il sacro giardino del tempio di Villiputtūr, scorse, sotto una pianta di tūḻāy, una bimba appena nata e bellissima a cui diede il nome di Kōtai (lett. "Ghirlanda"). Era il 97º anno dall'inizio del Kali-yuga, durante il mese di Āṭi (luglio-agosto), in concomitanza con l'11° asterismo lunare (Pūruvapaṟkuṉi).
Fin da bambina, Āṇṭāḷ mostrò la passione nei confronti di Dio, Māyaṉ/Viṣṇu/Kṛṣṇa, dichiarando espressamente che non avrebbe voluto altro sposo che lui, e di nascosto prese ad abbigliarsi con le corone di fiori destinate al dio che, per pratica cultuale, sarebbero dovute restare incontaminate. Scoperta dal padre, questi rimase sconvolto dalla possibile profanazione dei fiori votivi, ma lo stesso Viṣṇu gli apparve in sogno manifestandogli la felicità divina qualora gli fossero stati offerti i fiori già indossati da Āṇṭāḷ.
In un successivo sogno Viṣṇu comunicò a Periyāḻvār l'intenzione di divenire suo genero, accogliendo quindi i desideri di Āṇṭāḷ.
Il padre condusse quindi Āṇṭāḷ in pellegrinaggio nei templi viṣṇuiti affinché scegliesse l'immagine di Dio con cui sposarsi. La ormai sedicenne Kōtai scelse MāYaṉ/Raṅganātha (lett. "Signore di Raṅga"), ovvero quella forma divina in cui Viṣṇu/Nārāyaṇa è disteso sul serpente Ananta/Śeṣa, collocata nel complesso templare di Araṅkam.
Āṇṭāḷ fu quindi condotta in solenne processione al tempio e presentata a Māyaṉ, ella si avvicinò sempre di più all'immagine di Dio finché venne assorbita dall'icona, scomparendo.
Āṇṭāḷ è comunemente ritenuta incarnazione di Śrī/Bhūmi, l'eterna paredra di Viṣṇu.

## IlTiruppāvaie ilNācciyārtirumoḻi
Nella raccolta canonica che va sotto il nome di Nālāyirativviyappirapantam ("La sacra raccolta poetica delle quattromila stanze") sono conservate due opere attribuite ad Āṇṭāḷ, il Tiruppāvai ("La sacra immagine"; 30 strofe in metro koccakakkalippā) e il Nācciyārtirumoḻi ("Il sacro discorso della Sovrana" 143 strofe in metro āciriyam e kali), ambedue contenute nel Mutalāyiram ("Primo migliaio").
Il Tiruppāvai è particolarmente venerato dalle comunità viṣṇuite. Nei suoi inni vi è descritta una pratica cultuale tesa a ottenere l'accettazione al servizio templare per il Dio, pratica che le ragazze dovevano compiere nel mese di Mārkaḻi (dicembre-gennaio; 9º mese nel calendario Tamiḻ; in sanscrito: Mārgaśirṣa; già venerato nella Bhagavadgītā, cfr. X, 35), consistente in abluzioni mattutine nel fiume, eseguendo riti, forse eredità di tradizioni dravidiche piuttosto antiche, come la formazione del pāvai, immagine della divinità femminile, plasmata per ottenere un marito, quindi lo sposo divino.
nīrāḍa pōduvīr pōdumiṇō nērizhaiyīr 

cīr malhum āyppāḍi celva cirumīrhāḷ

kūrvēl koḍun tozhilaṇ nanda gopaṇ kumaraṇ 

ērārnda kaṇṇi yaśodai iḷañciṅgam 

kār mēṇi ceṅgaṇ kadirmadiyam pōl muhattāṇ 

nārāyaṇane namakkē parai taruvān 

pārōr pugazha paḍindelōr empāvāy 

kīzhvānam veḷḷenṛerumai ciṛu vīḍu 

mēyvān parandana kāṇ mikkuḷḷa piḷḷaigaḷum 

pōvān pōkinnārai pōgāmal kāttu unnai

kūvavān vandu ninnōm kothukalam uḍaiya

pāvāy! ezhundirāy, pāḍi paṛai koṇḍu 

mā vāy piḷandānai mallarai māṭṭiya 

devādi devanai cennu nām cevittāl

āvāvennārāyndaruḷ ēlōr empāvāy

»

Il cielo a oriente si è sbiancato; i bufali, lasciati liberi per un poco, si sono dispersi per pascolare. Guarda! Abbiamo trattenuto le altre ragazze, che stavano per andare, e siamo venute a chiamarti. Alzati, curiosa bambolina! Se, cantando e prendendo il tamburo, ci recheremo dal Dio primo fra gli dèi, da Colui che ha squarciato le fauci del cavallo, che ha annientato i lottatori, e Lo serviremo, Egli ci compatirà e avrà pietà. Destati, bambolina nostra!»
(Āṇṭāḷ, Tiruppāvai, 5 e 8; trad. Emanuela Panattoni in Inni degli Āḻvār. Torino, Utet, 1993)